# حسین‌آباد (خوشاب)
حسین آباد، روستایی است از توابع بخش مشکان و در شهرستان خوشاب استان خراسان رضوی ایران.

## جمعیت
این روستا در دهستان دره یام قرار داشته و بر اساس سرشماری سال ۱۳۹۵ جمعیت آن ۶۶ نفر (۲۲ خانوار)
بوده است.